# Voorwaarts (cercle)
Pour les articles homonymes, voir Voorwaarts.
Le cercle Voorwaarts – parfois aussi mentionné cercle Voorwaerts – est un collectif d'artistes à Bruxelles, qui existe de 1885 à 1893.

## Historique

### Fondation
En février 1885, le cercle Voorwaarts succède à l'association dissoute peu de temps auparavant L'Union des Arts dont le siège était à la Grand-Place de Bruxelles et le président Franz Meerts. L'objectif du collectif est « La continuation des traditions de [notre] art national et la lutte contre les tendances du parisianisme décadent. ». Leur devise est « Plus haut est notre but. »
La première exposition ouvre ses portes, dans le local de la rue de la Croix de Fer, le 18 décembre 1886. Elle est inaugurée par le comte et la comtesse de Flandre. Cent quarante œuvres sont exposées par les peintres et quatre par les sculpteurs.

### Membres
Les membres fondateurs sont au nombre de vingt. Les dix-huit peintres sont : Eugène Bertrand, Félix Cardon, August De Bats, Charles De Freyn, Ernest Hoorickx, Léon Massaux, Franz Meerts, Joseph Middeleer, René Ovyn, Emile Rimbout, Robertine Rutteau, Jan Stobbaerts, Pierre Stobbaerts, Eugène Surinx, Flori Van Acker, Eugénie Van Ham et Camille Wauters. Les deux sculpteurs sont : Isidore De Rudder et Louis Ludwig,.
Voorwaarts regroupe des artistes tant francophones que flamands, issus de différentes régions de Belgique : Ixelles, Tamise, Bruxelles, Schaerbeek, Laeken, Turnhout, et Bruges, éléments très dissemblables, issus de milieux artistiques divers, indépendants les uns des autres, sans doctrine commune,.

### Caractéristiques
Selon le critique d'art Ernest Verlant, Voorwaarts n'est pas une école, ni même un groupe de camarades, c'est simplement un syndicat, une association conclue en vue de la présentation des œuvres de ses membres au public, sans crédo, sans intolérance, ni exclusivité. Or cette association atteint pleinement son but. Avec des œuvres qui ne sont pas toutes intéressantes, elle compose un salon intéressant, de bonne tenue, d'aspect favorable. Le public s'y rend, regarde et achète.
À partir de 1888, Voorwaarts bénéficie de l'autorisation d'exposer à l'ancien musée de peinture, place du Musée à Bruxelles. Le cercle est dissout après une sixième exposition en 1893.

### Expositions
- 1886 et 1887 : Voorwaarts (I)[2].
- 1888 : Voorwaarts (II)[6].
- 1889 : Voorwaarts (III)[7].
- 1891 : Voorwaarts (IV)[8].
- 1892 : Voorwaarts (V)[9].
- 1893 : Voorwaarts (VI)[5].